# リー群の分解
数学において、線型代数群（線型リー群や各種行列群）の各種分解（ぶんかい、英: decompositions）は、行列群やそれに付随する各種の対象に関する構造（それがどのように部分群から構成されるのか）を調べるのに用いられる。
これらの分解は、リー群やリー環の表現論における本質的・技術的な道具であるとともに、それらの群や付随する等質空間の代数トポロジーの研究などにも用いられる。リー群の方法論を用いることが20世紀数学の標準的な手法の一つとなったことにより、現在では多くの現象をこれらの分解に帰着して論じることができる。このような方法論は、リー群、リー環から代数群特に p-進群といった行列群に等しく適用することができるが、これらを統一的な理論として集約することは容易でない。

## 各種の分解
- ブリュア分解 G = BWB は半単純代数群をボレル部分群による両側剰余類の直和に表す。これは、ガウス＝ジョルダン消去法の原理（例外はあるが一般的に行列を上半・下半行列の積に書ける）を一般に表したものと見ることができる。グラスマン多様体のシューベルト胞体分解と関連がある。
- カルタン分解は半単純実リー群をカルタン対合の固有空間の和として表すことをいう。
- 岩澤分解 G = KAN は半単純群 G をコンパクト部分群、可換部分群、冪零部分群の積に表す。これは実正方行列を（グラム＝シュミットの直交化の帰結として）直交行列、上半三角行列の積として表す方法(＝QR分解)の一般化になっている。
- ラングランズ分解 P = MAN はリー群の抛物型部分群 P を半単純部分リー群、可換部分リー群、冪零部分リー群の積として表す。
- レヴィ分解は有限次元リー環を可解部分リー環の半単純部分リー環による半直積として表す。
- 極分解 G = KAK は半単純リー群 G を極大コンパクト部分群 K と可換部分群 A によって表す。複素数の極分解の一般化である。